# Josep Antoni Ferrer Orfila
Josep Antoni Ferrer Orfila   (Maó, 1950) és un polític menorquí del Partit Socialista de les Illes Balears.
Llicenciat en enginyeria industrial per l'Escola Tècnica Superior d'Enginyeria Industrial de Barcelona, centre dependent de la Universitat Politècnica de Catalunya.
En la seva carrera política va ocupar el càrrec de regidor i tinent de batle de l'Ajuntament de Maó pel PSIB-PSOE. Anys després, el 1999, va ser nomenat per Francesc Antich conseller d'Obres Públiques del Govern de les Illes Balears, càrrec a què va renunciar l'any 2001.